# Coenurosis
La coenurosis, también llamada cenurosis, es una infección parasitaria ocasionada por la forma larvaria de difererentes tipos de tenia, T. multiceps, T. serialis y T. brauni. La enfermedad tiene lugar principalmente en ovejas y otros ungulados, pero de forma ocasional puede afectar al hombre si ingiere accidentalmente huevos del parásito. Los huéspedes definitivos de la tenia adulta son principalmente los cánidos, incluyendo perros y zorros.

## Enfermedad en humanos
En la especie humana, la infección puede provocar numerosos síntomas, dependiendo del lugar del cuerpo en el que se alojen las larvas, formando quistes. Estos quistes son al principio pequeños, pero aumentan progresivamente de tamaño hasta alcanzar un diámetro de 6 cm. Con gran frecuencia se alojan en el cerebro, provocando dolor de cabeza, vómitos y parálisis que afecta generalmente a la mitad derecha o izquierda del cuerpo.

### Transmisión a humanos
El huésped definitivo de la forma adulta de la tenia, es el perro y otros cánidos. El parásito vive habitualmente en el intestino de estos animales. El huésped intermedio puede ser el conejo, cabra, oveja, caballo y en ocasiones el hombre. El hombre se contagia accidentalmente al ingerir los huevos que expulsan los perros a través de las heces, bien por contacto oral con manos sucias, o por la ingestión de alimentos o agua contaminada por heces de perro. La enfermedad no es contagiosa de una persona a otra.